# Bola de Drac Z: La resurrecció de la fusió! En Son Goku i en Vegeta
Bola de Drac Z: La resurrecció de la fusió en Son Goku i en Vegeta (ドラゴンボールZ 復活のフュージョン!!悟空とベジータ, Dragon Ball Z Fukkatsu no Fusion!! Gokū to Bejīta) és una pel·lícula japonesa d'arts marcials de fantasia de ciència d'animació de 1995 i el dotzè llargmetratge de Bola de Drac Z. Es va estrenar al Japó el 4 de març a la Toei Anime Fair. Ha estat doblada i subtitulada al català.

## Sinopsi
L'aventura comença quan un habitant adolescent descuida canviar els tancs "de la màquina de la rentada de l'ànima", que neteja les ànimes que van a l'infern. Quan els tancs esclaten, el noi és posseït per les forces malignes i es transforma en Janemba, una enorme criatura. Janemba canvia les lleis del cel i crea molts problemes, incloent-hi ressuscitar en Freezer i tots els altres morts.

## Taquilla
A la taquilla japonesa, la pel·lícula va vendre 3,2 milions d'entrades i va recaptar 2.160 milions de iens.
Els dies 3 i 5 de novembre de 2018, va tenir una estrena teatral limitada conjunta amb l'especial de televisió Bola de Drac Z: El pare d'en Son Goku (1990), titulat Bola de Drac Z: Saiyan Double Feature, de Fathom Events als Estats Units arran que s'estrenaria pròximament Dragon Ball Super: Broly. Segons Box Office Mojo, a partir del 7 de novembre de 2018, Saiyan Double Feature va obtenir uns ingressos de 540.707 dòlars.
Això suposa un total brut de 23.540.707 dòlars al Japó i als Estats Units.